# 湯姆·勞克林
小湯瑪士·羅伯特·勞克林（英語：Thomas Robert Laughlin Jr.，1931年8月10日—2013年12月12日）或簡稱湯姆·勞克林（英語：Tom Laughlin），美國男演員、導演、製片人、編劇及教育工作者。
勞克林較著名的作品為《比利·傑克》系列電影（1967年至1977年），也在該系列的全四部電影中擔任主演、導演和編劇。其中，他在《比利·傑克的審判》（1974年）的獨特宣傳手法對往後的電影宣傳方式產生了重大影響（在全美新聞時段及全美的球賽開幕日上播放預告片）。
1960年代初期，勞克林曾中斷電影事業，開始將重心放在加利福尼亞州聖塔莫尼卡的蒙台梭利幼兒園；該校成為美國最大的同類學校。晚年，他於1992年、2004年和2008年出來競選美國總統。勞克林還曾參與了心理學和家庭虐待的諮詢，撰寫了幾本關於榮格心理學的書籍，並提出了癌症成因的理論。
從1954年起，至2013年去世期間，勞克林終身僅娶演員迪樂芮·泰勒一任妻子；泰勒於2018年3月過世。

## 外部連結
- 湯姆·勞克林在互联网电影资料库（IMDb）上的資料（英文）